# 五十嵐利恵
五十嵐 利恵（いがらし りえ、1981年4月7日 - ）は、元アナウンサー。

## 人物
新潟県出身。新潟経営大学卒業。
学生時代にテレビ朝日アスクに在籍しており、2009年4月にテレビ愛媛に新人採用で入社。
2009年10月頃、入社6か月という短期間でテレビ愛媛を退社、直後和歌山放送に中途採用で入社、2010年2月ごろまで在籍する。
その後は2010年4月からNHK水戸放送局に契約キャスターとして入社。2012年3月まで在籍していた。
2012年7月、中途採用の契約アナウンサーとしてミヤギテレビに入社。2013年6月まで在籍していた。
2013年7月、新潟テレビ21（UX）に契約アナウンサーとして中途採用で入社。
2017年3月に退職。現在、アルビレックス新潟に勤務している模様。
2024年現在、新潟テレビ21（UX）で土曜日のニュース担当中。ピラティスやヨガインストラクターとしても活躍中。

## 担当番組

### 新潟テレビ21
- スーパーJにいがた（2013年7月 - 2017年3月）